# (4892) Chrispollas
(4892) Chrispollas (1985 TV2) – planetoida z grupy pasa głównego asteroid okrążająca Słońce w ciągu 3,57 lat w średniej odległości 2,33 j.a. Odkryta 11 października 1985 roku.